# Tarzán (película de 1999)
Tarzán es una película de animación y aventuras dirigida por los estadounidenses Chris Buck y Kevin Lima, y producida por los estudios Walt Disney Feature Animation, cuyo estreno tuvo lugar a mediados de 1999 en El Capitan Theatre, en Los Ángeles. Se trata del 37° largometraje animado de Disney Animation y el último del Renacimiento del estudio. Su trama está basada en la novela Tarzán de los monos (1912) de Edgar Rice Burroughs, y describe las vivencias de Tarzán en una selva africana tras quedar huérfano y ser adoptado por un grupo de simios y gorilas.
El elenco principal de voces estuvo conformado por Tony Goldwyn, Minnie Driver, Glenn Close, Rosie O'Donnell, Brian Blessed, Lance Henriksen, Wayne Knight y Nigel Hawthorne, mientras que Tab Murphy, Bob Tzudiker y Noni White estuvieron a cargo de la redacción del libreto. Para la animación y diseño del filme, el equipo de producción realizó un viaje a Uganda para visitar el Parque nacional de la Selva Impenetrable de Bwindi y así tener la ocasión de fotografiar gorilas de montaña, al igual que el santuario Agua Dulce de chimpancés, en el centro de conservación Ol-Peieta, en Nanyuki. Cabe resaltar que la cinta incorpora tanto animación tradicional como efectos generados por computadora, producidos primordialmente con ayuda del sistema Deep Canvas. La banda sonora resultó de la colaboración entre Phil Collins y Mark Mancina.
Tras su estreno, se hizo acreedor a recaudaciones superiores a 448 millones USD en la taquilla internacional, lo que le llevó a ser catalogada como la quinta producción con más ingresos de ese año y la segunda animación más exitosa del mismo período solo por debajo de Toy Story 2. En cuanto a la recepción crítica, obtuvo resultados favorables por parte de la prensa, que coincidió en destacar su animación y material musical. La Academia de Artes y Ciencias Cinematográficas reconoció el tema «You'll Be in My Heart» con un premio Óscar en la categoría de Mejor canción original, y también recibió un Grammy. Su éxito dio lugar a una franquicia que comprende una adaptación de Broadway, una serie de televisión, un par de secuelas con lanzamiento directo para vídeo —Tarzán y Jane (2002) y Tarzán 2 (2005)—, y una variedad de videojuegos.

## Argumento

### Sinopsis
A finales del siglo XIX, una pareja de británicos y su bebé sufren un incendio en su barco, lo que les obliga a refugiarse en la cercana, pero inexplorada selva africana, donde construyen una casa-árbol a partir de los restos del navío. Al mismo tiempo, Kerchak, líder de un grupo de gorilas, y su mujer Kala lamentan la muerte de su hijo a manos de un leopardo llamado Sabor. Posteriormente, Kala oye el llanto de un bebé en la casa del árbol, donde descubre al momento que el mismo felino ha terminado con la vida de sus padres. De hecho, la gorila se encuentra con Sabor al salir del edificio, pero consigue escapar con el pequeño humano y se lo lleva con el resto de primates, pese a las reticencias de Kerchak. No obstante, Kala decide adoptarlo y le pone como nombre «Tarzán», quien a los siete años comienza a hacerse amigo de otros animales, incluyendo la sobrina del líder, Terk, y un elefante de carácter paranoico llamado Tantor. Sin embargo, el muchacho sigue recibiendo un trato hostil por parte de Kerchak, debido a sus diferencias físicas. En consecuencia, Tarzán empieza a realizar grandes esfuerzos para adaptarse al entorno físico hasta que un día ya de adulto mata a Sabor con una lanza que él mismo fabricó, con lo que consigue ganarse el respeto de Kerchak.
Más adelante, un calmado día en el grupo de gorilas es interrumpido por la llegada de un equipo de exploradores británicos. Los miembros son el profesor Arquímedes Q. Porter, su hija Jane, así como su guía y guardaespaldas Clayton, quienes han viajado hasta África en búsqueda de gorilas para investigarlos. En un instante, Jane abandona el grupo y es atacada por una cuadrilla de babuinos —quienes empiezan a perseguirla a través de las ramas de los árboles—, acción que provoca la aparición de un curioso Tarzán que acaba por salvarla. Este se da cuenta de que es físicamente similar a Jane, quien le lleva a su campamento, donde tanto Porter como Clayton se interesan en él. El profesor se percata de que el estudio de Tarzán supondría una oportunidad para el avance científico, mientras que la idea del guardaespaldas pasa por convencerle de que le lleve con los gorilas. A la par, Kerchak advierte a Tarzán de que se mantenga lejos de los humanos, pero este opta por ignorar sus exigencias y continúa yendo al campamento, donde le enseñan cómo es la civilización humana mediante un proyector de diapositivas y a hablar su idioma, así como a caminar erguido. Conforme transcurren los meses, Tarzán y Jane empiezan a desarrollar sentimientos mutuos, aunque el hombre todavía es reacio a llevarlos con los gorilas debido a la oposición de Kerchak.
El barco que tiene que mandar a los humanos de vuelta llega, por lo que Jane pide a Tarzán que se vaya con ellos a Inglaterra, mientras que las intenciones del hombre-mono pasan porque ella permanezca en la selva. En un momento para aprovecharse de la situación, Clayton le sugiere que si le lleva con los gorilas, Jane tendrá mayor predisposición a quedarse, por lo que Tarzán acepta y lleva a los tres, mientras que Tantor y Terk tratan de mantener distraído a Kerchak para que no sean atacados. Tanto Porter como su hija están emocionados por haber podido interactuar con los animales, pero, de repente, aparece el líder e intenta atacarlos con contundencia, acción que es evitada gracias a la intervención de Tarzán. En consecuencia, Kerchak le acusa de haberlos traicionado y se vuelve contra él. Tras ello, Kala enseña a su adoptado el lugar donde lo encontró y le revela su pasado; entonces, coge un traje que pertenecía a su padre y decide marcharse a Inglaterra, no sin antes despedirse amargamente de la gorila.
Nada más Tarzán embarca en el navío junto con Jane y Porter, son capturados por una banda de cazadores furtivos bajo las órdenes de Clayton, quien les revela que su plan es capturar a los gorilas y venderlos por una gran suma de dinero, y que solo estaba usando a los Porter para poder llegar a la selva —subsecuentemente, también a Tarzán para poder llevarle hasta los primates—. Este último consigue escapar de su jaula ubicada en la sala de almacenaje del barco con la ayuda de Terk y Tantor, y regresa a la jungla para salvar a los gorilas. Durante la batalla, Kerchak es asesinado al interponerse entre un disparo de Clayton hacia Tarzán, quien empieza a luchar intensamente contra él. De esta forma, la pelea comienza a resolverse entre los árboles, donde Clayton pierde su escopeta y comienza a dar uso a su machete. Sin embargo, el antagonista empieza a cortar todas las lianas que se encuentran a su alcance, salvo una que le rodeaba el cuello, acción que provoca su muerte por ahorcamiento. Finalmente, en sus últimos instantes de vida, Kerchak se reconcilia con Tarzán y le acepta como su hijo, además de nombrarle como nuevo líder del grupo.
Al día siguiente llega un nuevo barco para llevar a los humanos de vuelta a casa, pero Tarzán sigue optando por permanecer en África, con la intención de cumplir su compromiso con Kerchak. En consecuencia, Porter insiste a su hija que se quede con él, por lo que Jane salta del buque con la intención de permanecer también en la jungla, acción que también aplica su padre. De esta forma, los Porter se reúnen con Tarzán y se embarcan en una nueva vida juntos.

### Temáticas

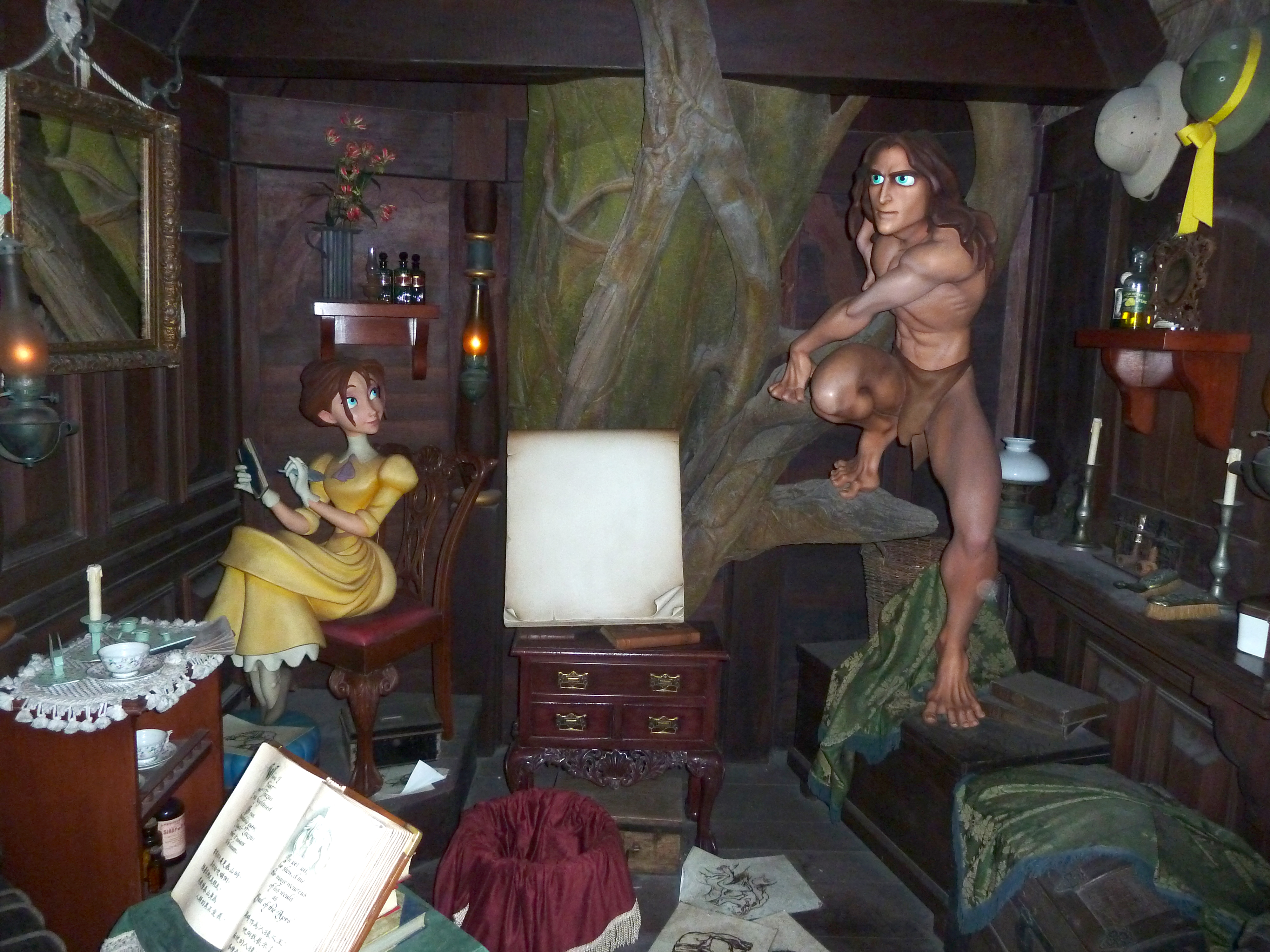
Personajes de la película en Hong Kong Disneyland.

De forma similar a la serie de novelas que tratan sobre el personaje, uno de los principales conceptos abordados por la película es la búsqueda de identidad por parte del protagonista, que al principio «es rechazado por varios de los simios más jóvenes [...] A menudo se pregunta quién es y por qué es tan diferente [a los demás simios con los que convive]». Conforme transcurre la trama, la temática central pasa a ser «la naturaleza contra la crianza», especialmente cuando arriban los exploradores británicos a la selva y Tarzán descubre «un nuevo mundo» que difiere del entorno animal en el que ha vivido hasta entonces, lo cual deriva en su timidez, a diferencia de otras producciones sobre el personaje en la que se muestra más confíado. De hecho, Kerchak —el líder del grupo de gorilas y simios— se rehúsa a aceptarlo como parte del clan familiar. Esta situación cambia, no obstante, cuando desarrolla un vínculo amoroso con Jane y debe decidir entre permanecer en la selva con su familia, o regresar a la civilización con el resto de humanos. Ocasionalmente, su madre adoptiva Kala le hace ver a Tarzán que, más allá de sus diferencias físicas, ambos comparten por ejemplo las mismas emociones entre sí.
Si bien Tarzán y los animales aparentemente se comunican entre sí por medio del lenguaje humano, lo cierto es que sus diálogos consisten en sonidos guturales y ademanes que pueden ser comprendidos mutuamente. Por otro lado, la desarrollada musculatura del protagonista le confiere una imagen sexualizada aunque carente de erotismo, un aspecto que contrasta con otras películas animadas del mismo estudio. La cinta incorpora un mensaje ambientalista al hacer alusión a temas como el impacto ambiental y el instinto salvaje por parte del ser humano. Otras temáticas presentes en Tarzán son la lealtad, la importancia del vínculo familiar, el prejuicio y el sentido de pertenencia. Cabe mencionar que la presencia de Jane en la trama se hace acompañar de una representación dual del bien y del mal a través de su ambientalista padre y de Clayton, respectivamente. De acuerdo con Peter Stack, de San Francisco Chronicle: «Desde El rey león, los animadores no habían analizado tan profundamente los significados de las relaciones familiares y de la sociedad, la tutela y la compasión. Tarzán también incluye astucia, avaricia y el mal supremo, la traición, de la que solo los humanos parecen ser capaces».

## Reparto principal
En la búsqueda de actores para el papel de Tarzán, Brendan Fraser audicionó dos veces antes de ser seleccionado para la interpretación del protagonista de George of the Jungle (1997). Tony Goldwyn también se presentó a tal prueba y, según el codirector Kevin Lima, el actor lo hizo bien debido a «el sentido animal» de sus lecturas, junto con algunas «imitaciones de babuinos asesinos». No obstante, Lima y Buck tuvieron dificultades para encontrar a alguien que imitara el grito de Tarzán, ya que buscaban algo más «tradicional». Inclusive Goldwyn consideró que era complicado replicar el estridente sonido. Finalmente, Brian Blessed se encargó de esta labor además de interpretar a Clayton, una vez que Disney descartó las audiciones de Ian McKellen y Patrick Stewart. Al mismo tiempo, la compañía buscaba a una actriz que combinase la curiosidad, energía e inocencia de Jane para tal rol, por lo que se decantaron por Minnie Driver, quien comentó: «Es bastante raro, oír cómo tu voz sale de un personaje que realmente no se parece a ti [...] Hacer la voz de Jane ha sido uno de mis trabajos favoritos de todos los tiempos».
Para el papel de Kerchak, Disney contactó con Lance Henriksen, debido a su voz grave e intimidante, aunque también habían considerado a otros intérpretes como Harrison Ford. Por otro lado, Terk inicialmente estaba guionizada como si fuese un rol masculino; no obstante, tras la interpretación de Rosie O'Donnell, se propuso cambiarlo a uno femenino, algo que contó con la aprobación de la productora Bonnie Arnold: «Tú no tienes que ser un chico para ser un mejor amigo». La elección de la actriz se debió a que el personaje estaba diseñado con una intención cómica; al respecto, el supervisor de animación del personaje Michael Surrey comentó: «Queríamos que [Terk] fuese divertida, pero no desagradable». Asimismo, Woody Allen en un principio iba a encargarse de Tantor, el elefante neurótico, pero Jeffrey Katzenberg le convenció para que abandonase el largometraje de Disney y fichase por DreamWorks Animation para hacer el papel protagonista de Antz, por el que el estudio a cambio le distribuiría sus siguientes cuatro películas. Satisfecho con el acuerdo, Allen dejó la producción de Tarzán en 1996 y fue reemplazado por Wayne Knight. De esta forma, el reparto protagónico quedó conformado por:
- Tony Goldwyn como Tarzán: un hombre de unos veinte años de edad criado por gorilas con quienes descubre sus orígenes humanos. El supervisor de animación fue Glen Keane en el caso de su versión adulta; John Ripa estuvo a cargo de su diseño infantil.[18]
  - Alex D. Linz interpreta a Tarzán cuando era niño.[18]
- Minnie Driver como Jane Porter: la inteligente, excéntrica, enérgica y noble hija del profesor Porter, que además es la primera en encontrarse con Tarzán, de quien se enamora. La labor de animación corrió a cargo de Ken Duncan.[18]
- Glenn Close como Kala: la madre adoptiva de Tarzán, quien lo encuentra y lo cría tras perder a su hijo biológico a manos del leopardo Sabor. La supervisión de animación fue obra de Russ Edmonds.[19]
- Lance Henriksen como Kerchak: pareja de Kala y líder grupo de gorilas que, a regañadientes, acepta a Tarzán. La animación se realizó bajo las directrices de Bruce W. Smith.[20]
- Brian Blessed como William Clayton: un cortés e inteligente cazador que guía a los Porter en su búsqueda de gorilas, aunque finalmente los acaba atrapando con la intención de venderlos en Inglaterra. Randy Haycock fue el supervisor de animación del personaje.[21]
- Nigel Hawthorne como el profesor Archimedes Q. Porter: un excéntrico científico de baja estatura que también es el padre de Jane. Dave Burgess fue el encargado de dirigir la animación.[22]
- Rosie O'Donnell como Terk: una ocurrente gorila que es la mejor amiga de Tarzán, además de su prima adoptiva, al ser sobrina de Kala y Kerchak. Michael Surrey supervisó su animación.[15]
- Wayne Knight como Tantor: un paranoico y sumiso elefante, que también entabla amistad con Tarzán y Terk. La supervisión de animación corrió a cargo de Sergio Pablos.[23]
  - Taylor Dempsey interpreta la versión joven de Tantor.[18]
- Erik von Detten y Jason Marsden como Flynt y Mungo: otro par de gorilas que también son amigos de Terk.[24] El supervisor de animación de ambos personajes fue Chris Wahl.[25]

## Producción

### Antecedentes y redacción del guion

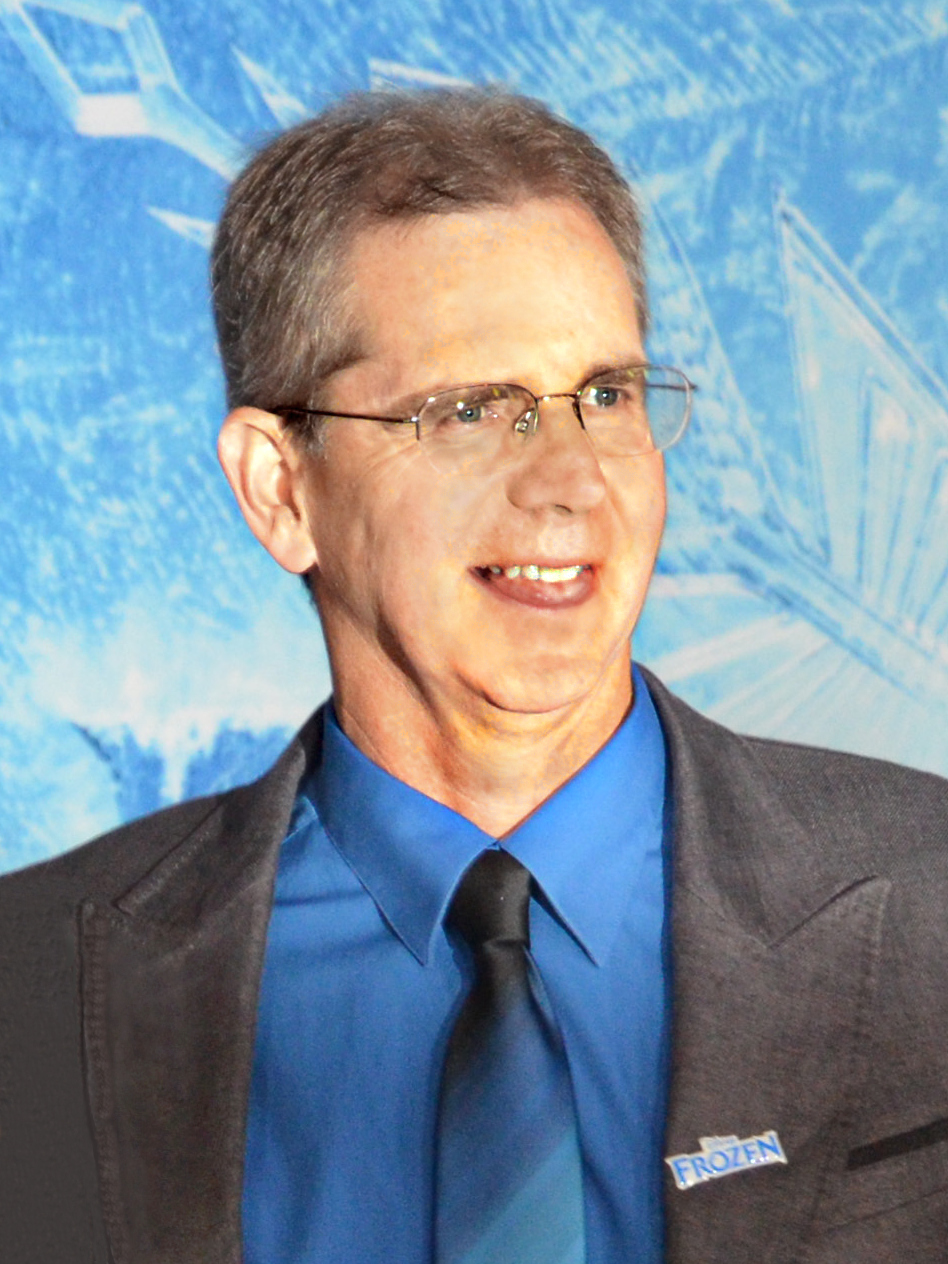
Chris Buck (en la imagen) se sumó a la dirección de la cinta tras una petición de Kevin Lima.

Por tratarse de la primera cinta animada sobre Tarzán, Thomas Schumacher —entonces presidente de Walt Disney Feature Animation— exclamó en tono sorpresivo: «Aquí hay un libro que clama por ser animado. Sin embargo, somos los primeros cineastas que han llevado a Tarzán de una página a la pantalla y [hemos] presentado al personaje como Burroughs pretendía». En su opinión, una versión animada del clásico literario permitía representar con mayor «profundidad» la conexión del protagonista con los animales, en contraste con las adaptaciones en imágenes reales. De hecho, ya el autor de la obra se mostró favorable en su momento a que el proyecto se llevase a cabo: «Alguien me ha comentado que sería una buena idea hacer una película animada de Tarzán. Si alguna vez nos lo proponemos en serio, el resultado final debe ser de la calidad de las producciones Disney». No obstante, en aquel entonces ya se habían llevado a cabo previamente hasta cuarenta y siete producciones sobre Tarzán con actores, como Tarzán de los monos (1918) y otra del mismo nombre en 1932, que fue el primer filme sobre el personaje de Burroughs que podía hablar y tuvo cierto éxito. No obstante, el proyecto se encontró con algunas dificultades, empezando por su coste de producción, que acabó siendo el más caro hasta aquel momento —superando al de Pinocho (1940) y La bella durmiente (1959), incluida la inflación—.
Tras concluir la dirección de A Goofy Movie a finales de 1994, Jeffrey Katzenberg contactó al director Kevin Lima con la intención de que se hiciera cargo también de Tarzán. Adicionalmente, quería que el desarrollo del filme se llevara a cabo en un estudio de animación televisivo de Canadá, situación con la que Lima se mostró en desacuerdo al considerar los riesgos de que un equipo de animadores inexpertos estuvieran involucrados en las complejidades inherentes a la producción de una cinta de Disney. Esta situación cambió tiempo después cuando Katzenberg renunció a Walt Disney Company y, en su lugar, Michael Eisner decidió que la animación de Tarzán se llevara a cabo en la división animada del estudio. Una vez confirmada su participación al frente del proyecto, Lima comenzó a leer Tarzán de los monos (1912) y concibió el concepto de «dos manos sostenidas entre sí», que habría de servir como metáfora del vínculo entre los personajes del largometraje y la búsqueda del protagonista de una identidad propia: «Estaba buscando algo que resaltara la sensación de ser similar a Tarzán, pero diferente de su familia de simios [...] El tema de las manos que se tocan [entre sí] fue concebido primero como una idea de la forma en que Tarzán se da cuenta de que él y Jane son físicamente iguales». Esta idea también fue concebida por el guionista Glen Keane, ya que le recordó a la conexión que sintió con su hija recién nacida al darle la mano por primera vez. Durante el análisis de la novela, que se extendió por dos meses, Lima le pidió a su amigo Chris Buck que se sumara a la producción como codirector y, aunque al principio este último se mostró escéptico con la propuesta, aceptó la responsabilidad tras haber participado como supervisor de animación en Pocahontas (1995). De acuerdo con Lima: «Cuando empezamos a analizar el libro, nos preguntamos a nosotros mismos qué es lo que queríamos decir que fuese diferente de lo que otras películas de Tarzán habían dicho». Lo anterior derivó en un mayor énfasis en la exploración del vínculo entre el «hombre de la selva» y su familia adoptiva de gorilas. En un inicio, se consideraron numerosas variantes para hacer un filme sobre Tarzán, incluso se llegó a especular con una aparición de Goofy a modo de parodia.
Si bien la producción de Tarzán comenzó formalmente en abril de 1995, después de que Disney se hiciera con los derechos de la trama, de acuerdo con una nota publicada por Los Angeles Times, unos meses antes Tab Murphy había comenzado un tratamiento, donde reflejaba su particular interés en la temática de «el hombre contra la naturaleza». Si bien entre sus propuestas estaba incluir el desenlace original del libro, en el que Tarzán se va a vivir a Inglaterra, Lima y Buck percibieron que esto era «incompatible» con la temática principal del proyecto, la familia, y, en cambio, redefinieron el rol del villano de manera que los gorilas se vieran en alguna situación de riesgo durante el tercer acto. Como resultado, surgió el antagonista Clayton, que inicialmente habría de ser un guía para el profesor Porter y su hija, Jane. Otras modificaciones notables tuvieron que ver con el rediseño de Kerchak, que pasó de ser un salvaje espalda plateada al protector de la tribu gorila, y el de Tantor, que en el libro original ya era un elefante adulto durante su primer encuentro con Tarzán.
En enero de 1997, Disney contrató al matrimonio de guionistas Bob Tzudiker y Noni White para brindarle un toque de humor al libreto y así equilibrar el tono emocional de la trama, labor en la que también colaboró Dave Reynolds. De acuerdo con este último: «Originalmente me contrataron por seis semanas para reescribir y liarme a golpes. Año y medio después, terminé. O les gustó mi trabajo, o fui muy malo con la gestión del tiempo». Uno de los principales desafíos del equipo de guionistas recayó en la manera en que querían hacer que el protagonista se enterara de su pasado. Según la productora Bonnie Arnold: «Cuando Kala lleva a Tarzán de vuelta a la casa del árbol, esencialmente le dice que fue adoptado. Esto es necesario para que él encuentre humanos y se reconozca a sí mismo como uno de ellos». Para proporcionar un mayor contexto emocional, Arnold le pidió a algunos padres adoptivos que hablaran de sus anécdotas con el equipo a cargo del guion. Cabe destacar que durante los tres años de la producción, los directores tuvieron incertidumbre en la escena inicial que querían introducir en el filme.

### Diseño y animación
La animación de Tarzán resultó intrincada debido a las diferencias horarias y a la distancia entre los dos equipos responsables del proceso, puesto que uno estaba asentado en París y otro en Burbank, California. Glen Keane, quien se encontraba de año sabático en la capital francesa para estudiar escultura, estuvo a cargo de la supervisión del primer equipo, cuya labor se centró en el desarrollo de Tarzán, mientras que el otro grupo bajo la tutela de Ken Duncan hizo lo mismo con el de Jane. Para facilitar la coordinación de escenas con múltiples personajes, los animadores recurrieron a un sistema denominado «scene machine» —traducción literal: «máquina de escenas»— que permitía el intercambio de dibujos entre ambos estudios. Un tercer grupo de doscientos animadores se integró a la producción tras la finalización de Mulan (1998), que desde Florida se encargó tanto de la animación de personajes, como de efectos especiales. Diariamente, los involucrados de cada estudio realizaban videoconferencias para evaluar el progreso sus actividades. Una de las primeras secuencias en ser ilustradas mediante un guion gráfico fue la persecución de los babuinos.

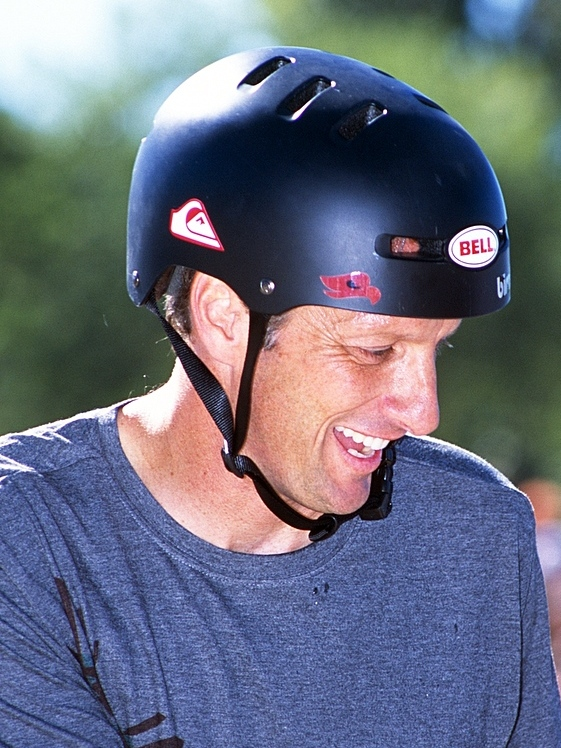
El momento en el que Tarzán se desliza por las ramas durante la canción de «Son of Man» está inspirado en algunas actuaciones del monopatinador Tony Hawk.

El diseño de Tarzán está ligeramente inspirado en Christopher Lambert, protagonista de la cinta Greystoke, la leyenda de Tarzán, el rey de los monos (1984), mientras que su característico desplazamiento por las ramas, reminiscente del surf, provino del interés del hijo de Keane en los deportes extremos —que en ese entonces tenía quince años de edad—, hecho que motivó al animador a producir una escena de prueba que ayudó a convencer a los directores de incorporarla en la escena donde se interpreta el tema de «Son of Man». Cabe señalar que los movimientos estuvieron inspirados en el monopatinador Tony Hawk. De acuerdo con Keane: «Burroughs describe un Tarzán que es como un hombre salvaje, alguien en el que la adrenalina debía fluir, y se me ocurrió que era un individuo de deportes extremos. ¿Qué pasa si es un surfista de árboles en lugar de balancearse en las vides?». Si bien al principio pensaba que esta secuencia iba a ser sencilla debido a que el personaje solamente porta un taparrabos, se percató de que Tarzán necesitaba usar toda su musculatura sin dejar de moverse como un animal. Para resolver este aspecto, el equipo de París se encargó de analizar distintos animales con la intención de transponer sus movimientos en él, además de recurrir a la asesoría de un profesor de anatomía, quien mostró con sus propios músculos cómo debería modelarse el cuerpo del protagonista. Como consecuencia, Tarzán pasó a ser el primer personaje animado de Disney cuyos músculos están detalladamente representados en un largometraje. El resultado dejó satisfecho hasta a Danton Burroughs, nieto del creador del personaje: «Cuando vi la película de Disney, fue muy emocionante ver finalmente a los personajes de mi abuelo retratados como realmente los escribió y describió en sus libros [...] Él describió estas maravillosas escenas en las que Tarzán simplemente salta y vuela [y] sujeta ramas salvajemente como en un tornado, y Glen Keane ha capturado ese movimiento en sus escenas».

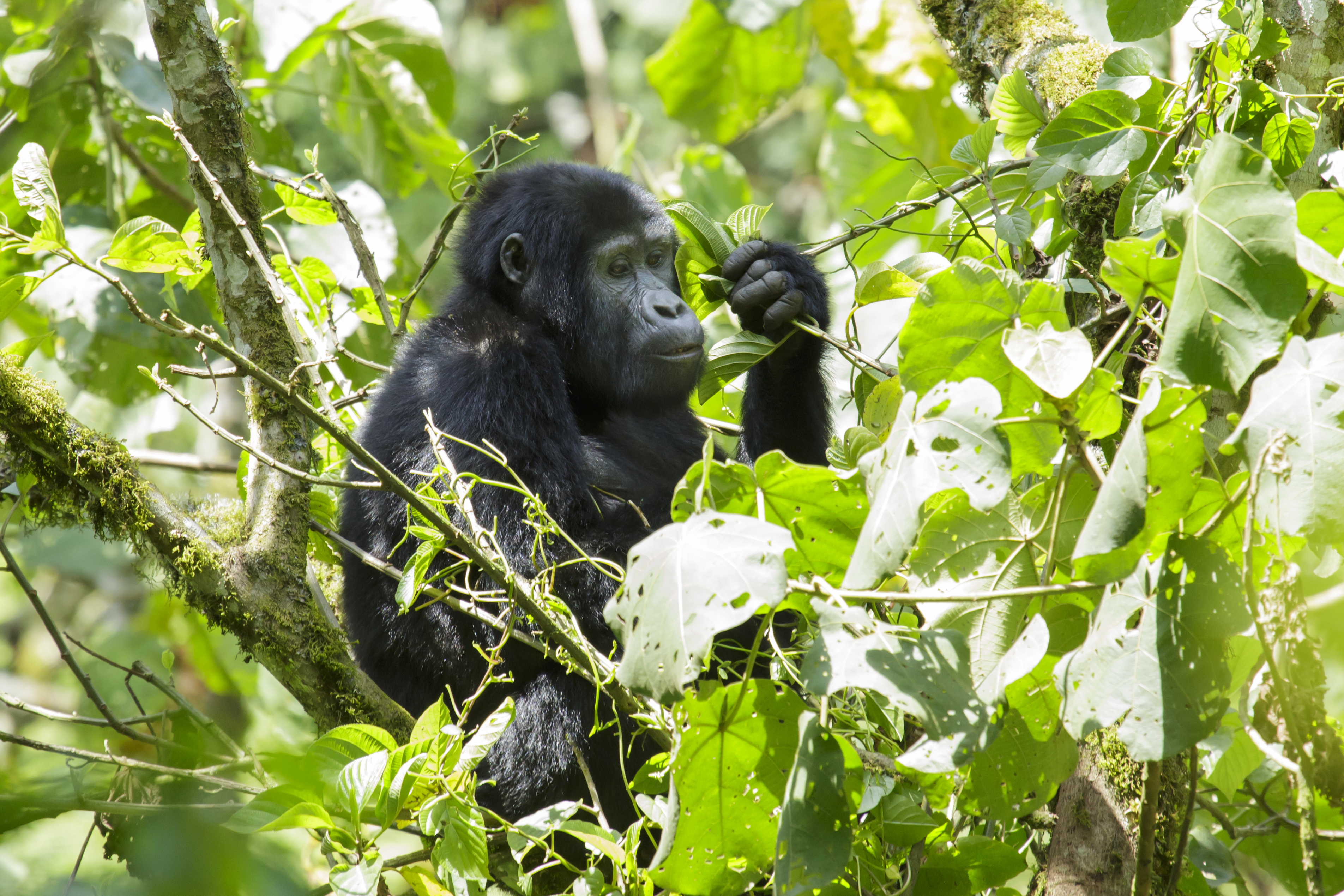
Para obtener inspiración a la hora del diseño de los personajes, varios miembros del equipo de animación de Disney viajaron a Uganda para visitar el Parque nacional de la Selva Impenetrable de Bwindi y así tener la ocasión de fotografiar gorilas de montaña.

Para la animación de los gorilas, los animadores asistieron a conferencias sobre primates, acudieron a zoológicos, analizaron documentales sobre la naturaleza y presenciaron una disección de estos animales para tener una mejor noción de su musculatura. En marzo de 1996, un grupo realizó un safari de dos semanas en Kenia para tomar fotografías de referencia y observar a los animales. Durante el recorrido, visitaron el Parque nacional de la Selva Impenetrable de Bwindi en el país vecino de Uganda, donde pudieron visualizar gorilas de montaña en su hábitat natural e inspirarse para el diseño del escenario del filme, al igual que el santuario Agua Dulce de chimpancés, en el centro de conservación Ol-Peieta, en Nanyuki. Cabe agregar que en el año 2000, Chris Buck volvió a replicar el safari esta vez acompañado de periodistas para promocionar el lanzamiento del formato doméstico de Tarzán. El diseño de Jane estuvo influido por las conservacionistas y especialistas en gorilas y chimpancés Jane Goodall y Dian Fossey, así como por la actriz británica Minnie Driver, quien pone la voz del personaje. De hecho, esta última improvisó la escena en la que Jane le explica a su padre su encuentro con Tarzán, cuyo desarrollo se prolongó durante siete semanas y requirió un poco más de veintidós metros de metraje, con lo que pasó a ser una de las escenas animadas más extensas de la historia del cine. Igualmente, la secuencia inicial en la que los padres de Tarzán tratan de llegar con el bebé a las costas de África fue de las más largas en animarse, ya que necesitaron tres años. Asimismo, el diseño de Clayton —cuyo nombre se mantiene invariable respecto al libro original— está inspirado en estrellas de cine de los años 1930 y 1940, como Clark Gable, mientras que su rifle es similar al que usaban los cazadores británicos en el siglo XIX. De la misma forma, también se incorporaron elementos de otras películas de la compañía, como un juego de té similar al de La bella y la bestia (1991) que aparece en el campamento de los Porter.
Para producir el efecto tridimensional del escenario, el equipo de producción puso en práctica una técnica de coloreado y renderización denominada Deep Canvas, desarrollada por el artista Eric Daniels, quien ayudó a producir escenarios generados por computadora. En consecuencia, los resultados se asemejan a una pintura convencional, tal y como el director de arte Daniel St. Pierre opinó, para lo cual realiza un seguimiento de las pinceladas aplicadas en el entorno digital. Cabe agregar que John Lasseter sugirió esta técnica poco antes de que fuese despedido y se trasladase a Pixar,  donde utilizó este mismo proceso en Toy Story (1995). Además, se utilizó también en la producción de escenas de Atlantis: El imperio perdido (2001) y El planeta del tesoro (2002), y en 2003 sus creadores recibieron un premio Óscar en la categoría de logro científico o técnico por la Academia de Artes y Ciencias Cinematográficas.

### Banda sonora

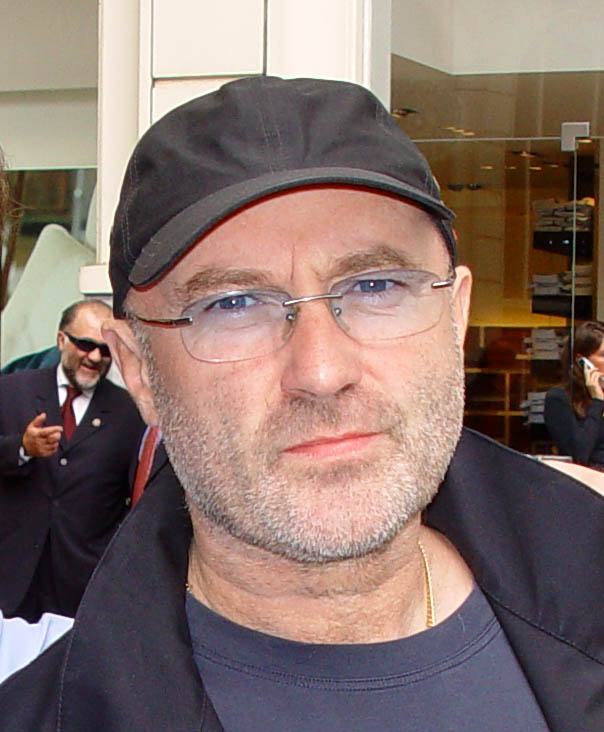
Phil Collins interpretó los diversos temas de la banda sonora tanto en inglés, como en alemán, español, francés o italiano.

En 1995, Phil Collins fue inicialmente contratado por el proyecto como compositor, tras una recomendación de Chris Montan, ejecutivo que trabajaba en el área de música de Disney; según Collins: «Supongo que pensaron en mí porque la película transcurre en África y los tambores dan una base rítmica a la historia [...pero] nunca me sentí atraído por Tarzán». Ya en las fases iniciales de producción, los cineastas decidieron no seguir la tradición musical de la compañía en la que los personajes aparecen cantando; al respecto, comentó Lima: «No quiero que Tarzán cante [...] Simplemente no podría ver a este hombre medio desnudo sentado en una rama apareciendo [en una] canción. Pensaba que sería ridículo». En su lugar, las canciones en el filme aparecerían a modo de narración y serían interpretadas por Collins, cuya elección, pese a ser un popular e importante artista de adult contemporary, recibió comparaciones con el caso de Elton John para El rey león (1994). Es más, el músico grabó las canciones no solo en la versión original del filme, sino que también cantó en alemán, español —tanto la versión hispanoamericana, como la europea—, francés e italiano, pese a que nunca había llevado a cabo interpretaciones en otros idiomas. Para las versiones en español, el músico comentó que para domesticar su vocalización era obligado a morder un lápiz, además de la necesidad de leer las canciones en lenguas distintas a partir de textos fonéticos transcritos al inglés.
De acuerdo con Collins, muchas de las canciones que escribió para Tarzán surgieron en sesiones improvisadas y según las impresiones que observó tras leer el tratamiento, especialmente en los casos de «Son of Man», «Trashin' the Camp» y «Strangers Like Me», pero también en otro par de temas, como «You'll Be in My Heart» —una canción de cuna que le canta Kala a su hijo adoptivo— y «Two Worlds», cuya intención era ser el himno de Tarzán, según el artista. De hecho, el tema de «You'll Be in My Heart» fue concebido por Collins durante una fiesta navideña en la que se puso a tocar el piano de la casa de su vecino. Por su parte, Mark Mancina se encargó de añadir las melodías instrumentales, ya que contaba con las experiencias previas de El rey león y el musical del mismo nombre. De esta forma, trabajó estrechamente junto con Collins en la producción de un estilo de música que complementase a los escenarios del largometraje, mediante el uso de instrumentos poco convencionales que Mancina tenía en su colección personal; al respecto, afirmó: «La idea del arreglo de la música y la canción [se] unió como una [única] entidad, según Phil y yo trabajamos en tándem para crear qué se [debería] oír en la película». Igualmente, Collins también montó la percusión del sencillo «Trashin' the Camp» —en la que cantó Rosie O'Donnell en su papel como Terk—, tras golpear objetos del estudio, así como romper tazas intencionadamente e incluso golpearse la cabeza con sus propias manos para producir sonidos. Al concluir toda la producción del compilatorio, Collins comentó: «He acabado habiendo escrito canciones que nunca antes había escrito. Escribir canciones para esta película me ha introducido en diferentes áreas y me causó que hiciese algo mejor que nunca».
El material se hizo acreedor de varios premios y nominaciones; por ejemplo, ganó el Globo de Oro a la mejor canción original por «You'll Be in My Heart», así como un premio Grammy. En cuanto a críticas, Stephen Thomas Erlewine del portal web Allmusic.com afirmó que «las películas animadas de Disney tenían ricas bandas sonoras llenas con canciones sólidas canciones y música creciente, [y] dramática [...pero] la repetición y el reciclaje nunca ha sido tan insolente y cansado». A continuación, se enlistan las canciones de la banda sonora:
| N.º | Título                                | Duración |  |
| 1.  | «Two Worlds»                          | 3:18     |  |
| 2.  | «You'll Be in My Heart»               | 1:36     |  |
| 3.  | «Son of Man»                          | 2:44     |  |
| 4.  | «Trashin' the Camp»                   | 2:16     |  |
| 5.  | «Strangers Like Me»                   | 3:00     |  |
| 6.  | «Two Worlds (repetición)»             | 0:51     |  |
| 7.  | «Trashin' the Camp»                   | 2:23     |  |
| 8.  | «You'll Be in My Heart»               | 4:18     |  |
| 9.  | «Two Worlds»                          | 2:42     |  |
| 10. | «A Wondrous Place»                    | 5:18     |  |
| 11. | «Moves Like an Ape, Looks Like a Man» | 2:57     |  |
| 12. | «The Gorillas»                        | 4:28     |  |
| 13. | «One Family»                          | 3:48     |  |
| 14. | «Two Worlds (final)»                  | 1:16     |  |

### Características técnicas
La relación de aspecto en todas las versiones lanzadas al público es de 1.85: 1, mientras que la coloración de la animación se realizó en los laboratorios Technicolor. Asimismo, Tarzán contó con un negativo fotográfico completamente digital, aunque su equivalencia física sería de 35 mm y, en este caso, su relación de aspecto desciende a 1.66: 1. Por otro lado, los sistemas DTS, SDDS y Dolby Digital fueron los seleccionados para las mezclas de sonido.

### Doblaje en español
Con el objetivo de adaptarse a los numerosos países de habla hispana, se realizaron dos doblajes: uno en Hispanoamérica y otro en España. En el primero caso, la dirección de tal labor fue llevada a cabo por Ricardo Tejedo y el proceso se realizó en los estudios DAT Doblaje, ubicados en la Ciudad de México. Mientras tanto, en la región ibérica la adaptación se realizó en los estudios Euroaudiovisual, radicados en Madrid, bajo la dirección de Eduardo Gutiérrez. Asimismo, Phil Collins audicionó para la banda sonora en ambas versiones.
En cuanto a actores, la versión mexicana contó con la colaboración de Eduardo Palomo y Héctor Emmanuel Gómez —Tarzán de adulto y de joven, respectivamente—, Lucero —Jane—, Rosanelda Aguirre y Consuelo Sedano —Kala en diálogos y canciones—; José Lavat —Kerchak—, Christopher Smith —Clayton—, Jesús Colín —profesor Porter—, Gabriela Teissier —Terk—, y Arturo Mercado y Marco Portillo —como Tantor en diálogos y canciones—.
Asimismo, para el doblaje en España colaboraron José Luis Gil y Javier Ávila —como Tarzán de adulto y joven—, Victòria Pagès —Jane—, Mercedes Sampietro —Kala—, Josep María Ullod —Kerchak—, Juan Carlos Gustems —Clayton—, Eduardo Moreno —profesor Porter—, Cecilia Santiago —Terk—, y Guillermo Romero y David Balas —en los roles de Tantor en sus versiones adulta y joven, respectivamente—.

## Lanzamiento

### Mercadotecnia
El primer tráiler de Tarzán se lanzó en internet en la página oficial de Disney, mientras que el primer estreno cinematográfico que contuvo tal pieza fue Mighty Joe Young. Asimismo, también se añadieron anuncios de cinco minutos de duración y comentarios del equipo de producción en los filmes de Bichos: Una aventura en miniatura y Mulan cuando sus respectivos lanzamientos para formato doméstico. En consecuencia, las expectativas sobre el éxito de la película aumentaron, especialmente entre los seguidores más acérrimos de la obra de Burroughs. Una de las grandes ventajas de la producción de Tarzán, según Disney, era su mercadotecnia, ya que los juguetes sobre animales suelen tener más facilidad para venderse.
Disney Consumer Products lanzó una serie de juguetes, libros y animales de peluche sobre Tarzán en una alianza con Mattel, que también produjeron muñecos de acción. Asimismo, esta empresa también sacó al mercado la figura de acción «Rad Repeatin' Tarzan», pero se canceló debido a numerosas quejas acerca de movimientos de brazo onanistas. Por otra parte, Disney también alcanzó un acuerdo de colaboración con la compañía de restauración McDonald's para que esta regalase desde el primer día de estreno juguetes relacionados con el filme en sus menús Happy Meal y pajitas donde se replicaba el grito de Tarzán, mientras que Nestlé lanzó una línea de dulces inspirados en el largometraje, entre los que destacaban los de sabor chocolate y plátano. A principios del año 2000, Disney volvió a aliarse con la cadena de comida rápida para un nuevo lanzamiento de juguetes en los menús infantiles debido a la comercialización de Tarzán en formato casero, a la par que alimentos como helados de plátano o «hamburguesas de la jungla».

### Estreno
El 12 de junio de 1999, se llevó a cabo el estreno de Tarzán en El Capitan Theatre de Los Ángeles, donde se encontraban presentes tanto el equipo de producción como los principales miembros del reparto protagónico, y en el que Collins realizó un concierto de cuarenta y cinco minutos para cantar algunas canciones que aparecen en el filme. El estreno al público en general se produjo el 18 de junio de ese mismo año en más de tres mil salas de cine, aunque algunos espacios también exponían el filme de forma limitada, como las sesiones del área de Pleasure Island de Walt Disney World Resort en Orlando, Florida, el Media Center North 6 en Burbank, California, o el Edwards Irvine Spectrum, todas el 30 de julio. Si bien Star Wars: Episodio I - La amenaza fantasma y An Ideal Husband tuvieron lanzamientos en proyección digital previamente pese a haberse producido mediante película fotográfica, el largometraje animado se hizo notable al convertirse en uno de los estrenos principales que se produjo, editó y proyectó digitalmente. Por otro lado, las fechas de estreno en otros territorios del mundo fueron las siguientes:
| Fechas de estreno (Fuente: IMDb) |                                                          |                          |                                                                                                  |
| País                             | Fecha de estreno                                         | País                     | Fecha de estreno                                                                                 |
| Estados Unidos                   | 12 de junio de 1999 (premier) 18 de junio de 1999        | Japón                    | 7 de noviembre de 1999 (Festival Internacional de Cine de Tokio) 18 de diciembre de 1999         |
| Israel Malasia Singapur          | 17 de junio de 1999                                      | Alemania                 | 11 de noviembre de 1999                                                                          |
| Canadá Colombia                  | 18 de junio de 1999                                      | Dinamarca Noruega Suecia | 12 de noviembre de 1999                                                                          |
| Uruguay                          | 25 de junio de 1999                                      | Suiza                    | 18 de noviembre de 1999 (zona de habla alemana) 24 de noviembre de 1999 (zona de habla francesa) |
| Brasil                           | 2 de julio de 1999                                       | Países Bajos             | 18 de noviembre de 1999                                                                          |
| Argentina                        | 8 de julio de 1999                                       | Islandia Polonia         | 19 de noviembre de 1999                                                                          |
| Indonesia                        | 9 de julio de 1999 (Yakarta)                             | Bélgica Francia          | 24 de noviembre de 1999                                                                          |
| Hong Kong                        | 10 de julio de 1999                                      | Hungría Rusia            | 25 de noviembre de 1999                                                                          |
| Filipinas                        | 14 de julio de 1999 (Manila) 4 de agosto de 1999 (Dávao) | España Grecia Portugal   | 26 de noviembre de 1999                                                                          |
| México                           | 16 de julio de 1999                                      | Malta                    | 1 de diciembre de 1999                                                                           |
| Corea del Sur Taiwán             | 17 de julio de 1999                                      | Eslovaquia Eslovenia     | 2 de diciembre de 1999                                                                           |
| Egipto                           | 1 de septiembre de 1999                                  | Finlandia Italia         | 3 de diciembre de 1999                                                                           |
| Nueva Zelanda                    | 2 de septiembre de 1999                                  | Estonia Rumania          | 10 de diciembre de 1999                                                                          |
| Australia                        | 9 de septiembre de 1999                                  | Turquía                  | 21 de enero de 2000                                                                              |
| Tailandia                        | 8 de octubre de 1999                                     | Kuwait                   | 22 de enero de 2000                                                                              |
| Irlanda Reino Unido              | 22 de octubre de 1999                                    | —                        | —                                                                                                |

## Recepción

### Comercial
Las investigaciones realizadas durante los estrenos limitados indicaban que Tarzán estaría en los cuatro cuadrantes demográficos, por lo que sería la primera película de Disney que estaría en tal situación tras El rey león. En el mercado doméstico, conformado por Canadá y Estados Unidos, durante el fin de semana del 18 al 21 de junio el filme se hizo acreedor a unas ganancias de 34.1 millones USD —un rendimiento superior al de otras producciones de la compañía estrenadas por aquella época, como los 22 millones USD de Mulan o los 33.3 millones USD de A Bug's Life—, tras haberse proyectado en 3005 pantallas. De esta forma, se ubicó en la primera posición en ingresos en tal momento, y en el segundo lugar de éxito entre los largometrajes de Disney, solo superado por El rey león, que se hizo con 40.9 millones USD en ese período de tiempo. De hecho, se mantuvo entre las diez primeras posiciones durante siete semanas consecutivas, es decir, hasta mediados de agosto de ese año, cuando ya había captado más de 155 millones USD en ese par de países, cifras ligeramente inferiores a los 170 millones USD de taquilla que para ese momento había estimado la productora. Pese a ello, se esperaba una competencia mayor en los estrenos del momento, debido en parte a que El gigante de hierro, un largometraje con un escaso coste de producción, empezó a generar expectativas entre los especialistas de Hollywood, quienes coincidían en que podría convertirse en otro éxito de taquilla; no obstante, su recaudación en el mercado doméstico apenas llegó a los 23 millones USD.
En total, en el mercado doméstico consiguió unos ingresos de 171.1 millones USD, de forma que se ubicó en la sexta posición entre los filmes más taquilleros de 1999, solo superado por Star Wars: Episodio I - La amenaza fantasma (430.3 millones USD), The Sixth Sense (276.1 millones USD), Austin Powers: The Spy Who Shagged Me (206 millones USD), Toy Story 2 (199.8 millones USD) y The Matrix (171.4 millones USD). Entre los otros países, Tarzán consiguió un volumen de ventas en taquilla por valor de 277.1 millones USD, lo que da un total de 448.2 millones USD sumando los ingresos de Canadá y Estados Unidos, es decir, entre los 400 y 500 millones USD que pronosticaban desde Disney. Por ello, se convirtió en la tercera película con mejor recepción comercial de todas las del Renacimiento de Disney, solo superada por El rey león y Aladdín.

### Crítica

#### Anglosajona y de otros países

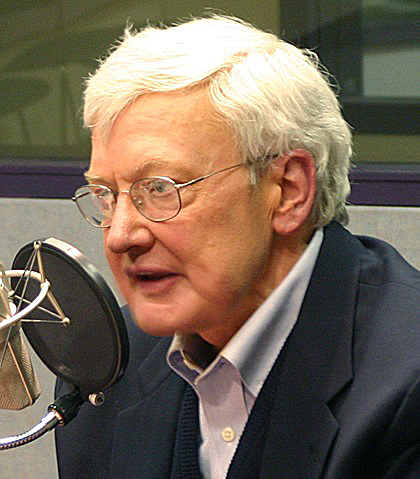
Roger Ebert valoró positivamente la película, al otorgarle una puntuación perfecta de cuatro estrellas.

El agregador de críticas Rotten Tomatoes colocó a Tarzán en un nivel de aprobación del 89 %, de acuerdo con 105 reseñas con una puntuación media de 7.56 sobre 10, mientras que el consenso fue: «El Tarzán de Disney lleva una historia bien conocida a un nuevo nivel con [una] vivaz animación, enérgicos ritmos y algunas emocionantes piezas de acción». Por su parte, el portal Metacritic le asignó una puntuación normalizada de 79 sobre un total de 100, con base en 27 críticas e indicó: «Generalmente críticas favorables».
En cuanto a evaluaciones escritas en los medios de comunicación, Entertainment Weekly comparó el avance de los efectos visuales con los de The Matrix y mencionó que tuvo «el trabajo en los fondos [de escenario] [mediante] animación por computador más pulcro desde [que] Keanu Reeves hizo la brazada de espalda en movimiento lento». También explican cómo se movían los personajes sin dificultad a través de los propios fondos que le da a la película una sensación de tridimensionalidad única que superó de lejos la calidad de los intentos anteriores de sus filmes de acción real. Al mismo tiempo, Roger Ebert del Chicago Sun-Times le otorgó una puntuación de cuatro estrellas y opinó de forma similar, al describirla como que representa «otro intento por [parte de] Disney para traspasar los límites de la animación», con escenas que «[se] mueven a través del espacio con una libertad no soñada en las viejas películas de animación, y [algo] inalcanzable por ningún proceso [de animación] en vivo». Con una puntuación de tres estrellas, James Berardinelli de ReelViews escribió: «Desde un punto de vista puramente visual, este puede ser la [animación] más impresionante de todas las películas animadas destacadas de Disney. Los telones de fondo son exuberantes, los personajes están bien diseñados y las secuencias de acción son vertiginosas, con cambios frecuentes de la perspectiva y los ángulos de cámara. Ninguna película de animación convencional ha estado [con] esta ambición antes». En su evaluación para el The Washington Post, Desson Howe afirmó que el largometraje «no está ahí con Aladdín, El rey león y La sirenita, pero está ahí encima de los grados de chusma de Hércules y Pocahontas». Asimismo, Todd McCarthy de la revista Variety demostró que era menos divertida debido a la animación, al resaltar que era «rica en detallas y coloridamente concebida, pero la animación por computadora y los gráficos están a menudo entremezclados y combinados de formas que son más distractivos en sus diferencias que útiles en su impresión».
También en Entertainment Weekly, Lisa Schwarzbaum, quien puntuó la película con una nota de «A-», la elogió como «una emocionante saga sobre un hombre natural, incontaminado por las complicaciones de la vida "civilizada", quien puede anticipar cambios en el aire mediante olfatear el viento [...y se] balancea porque el equipo de Disney, habiendo olfateado el viento se la jugó y mantuvo las cosas simples». En la reseña de Peter Stack del San Francisco Chronicle admiró el largometraje por derribar «significados de relaciones familiares e ideas sobre la sociedad, tutela y compasión» y «[la] astucia y codicia y el malvado último», así como también la fidelidad restante a la novela original de Burrough. Kenneth Turan de Los Angeles Times escribió que la «historia se abre con [los] peligros además de con un templado humor; una sesión improvisada en la jungla llamada "Trashin' the Camp" es especialmente difícil de resistir. Podemos haberlo visto todo antes, pero cuando se hace así, experimentarlo de nuevo es un placer». De forma similar, Janet Maslin en su reseña para el The New York Times opinó que «Tarzán inicialmente parece y suena como algo más de lo mismo hasta el punto donde Phil Collins canta las palabras "confía [en] tu corazón" en la tercera línea de su canción de apertura. Pero prueba que es una de las flores más exóticas en el invernadero de Disney, que con voluptuosa flora, hordas de fauna, agradables personajes y animación emocionantemente cinética que elegantemente incorpora el movimiento de la animación por computadora». Cabe agregar que en 2014 la revista Time ubicó a Tarzán en el sexto lugar de su listado de las Mejores películas del Renacimiento de Disney.

#### Hispanoamericana y española
En el mundo hispano, Tarzán también recibió críticas mayoritariamente positivas. Raquel Hernández Luján, de la revista Hobby Consolas alabó el esfuerzo del equipo de producción, al decir: «El estudio echó el resto en la producción de la película consiguiendo dotar de una humanidad al personaje brutal que hacía que la empatía con el espectador estuviera asegurada», además de valorar favorablemente a los principales responsables de la banda sonora —Phil Collins y Mark Mancina—: «Merecían más que de sobra tanto el Oscar como el Globo de Oro». Por su parte, Sergio Benítez, del portal web Espinof.com, calificó el filme como «magistral» y mencionó: «Tras haber transitado por diez años en los que su hegemonía en el universo de la animación era ya un hecho incuestionable, Disney se preparaba para cerrar el siglo XX con el estreno de dos producciones [en referencia a Tarzán y Fantasía 2000] que, por una razón o por otra, terminarían elevándose como puntos de encuentro ineludibles cuando se ha de hablar de lo mejor que la productora», pero también mostró su reconocimiento hacia la fidelidad del largometraje con la obra original. En su evaluación, el sitio AlohaCriticón.com le dio a la cinta una puntuación de 3 estrellas sobre un total de 5, a lo que añadió: «Estamos ante una película muy cuidada tanto [en] el tratamiento del color como de la luz, de los exuberantes escenarios y del dibujo [...y también muestra] dosis elevadas de emoción y ternura, toques de romanticismo y humor [...para] ofrecernos una historia que conscientemente se utiliza para reflejar el triunfo de la bondad sobre la maldad [...e] impregnar a los infantes y a los no tan infantes de los buenos sentimientos que se destilan por todo el metraje». Más entusiasta todavía fue la revista Fotogramas al darle al filme la puntuación máxima de cinco estrellas, sintetizando que «gratifica», y agregó además: «El arranque de este portentoso largo animado le llenan a uno las pupilas de las ilusiones vírgenes de años mozos ante la blanquinegra tele. Color, dinamismo y explosión cinética que hacen olvidar que estamos ante una serie de garabatos con movimiento» y comparó a Clayton con Gastón de La bella y la bestia.
En un artículo publicado en el diario mexicano El Universal, el filme fue catalogado como «magnífico» y que con él «Disney despedía su nueva época dorada», algo que coincide con la opinión de Martín Fernández Cruz en su comentario para el periódico argentino La Nación: «[Tarzán] fue el broche de oro de ese importante período que también marcó el comienzo del fin del cine de animación tradicional del estudio, para darle la bienvenida al digital. La novela original de Edgar Rice Burroughs se convirtió en un conmovedor largometraje que incluyó una brillante secuencia inicial». Asimismo, Xavi Darko, en su reseña para Gencinexin.com donde comparaba diversas películas sobre el «hombre-mono», espetó que «quizás una de las últimas [películas] que ha realizado que aúna ritmo, emoción, factura de gran calidad y una música a cargo de Phil Collins extraordinaria es la infravalorada Tarzán» y también valoró su «síntesis brillante», la introducción del leopardo Sabor o la escena donde se canta «Strangers Like Me». A su vez, el sitio DeCine21.com afirmó que el guion es «perfecto: una conjunción de aventura, drama, humor, [o] romance» y la animación de «enorme calidad», pero también alabó la «personalidad propia» y el «gran corazón» del protagonista».

### Premios y reconocimientos
Tarzán se hizo acreedora a varios reconocimientos y nominaciones como un galardón por la calidad técnica de su animación en los premios Annie, además de otras once nominaciones en esa misma ceremonia; un premio Goldene Leinwand; otro por parte de la Casting Society of America; y un Kids' Choice Award a O'Donnell por su participación en la película. Cabe destacar que su banda sonora recibió múltiples distinciones; «You'll Be In My Heart» obtuvo un premio Óscar y un Globo de Oro en la categoría de mejor canción original; y Mancina consiguió un galardón BMI, al igual que la dupla conformada por él y Collins en la respectiva ceremonia de los Grammy.
Adicionalmente, el American Film Institute postuló tanto la canción «You'll Be in My Heart» como la producción en general a sus listados AFI's 100 Years...100 Songs (2004) y AFI's 10 Top 10 (2008), respectivamente. En una clasificación realizada por el sitio web Comic Book Resources en 2016, Tarzán resultó elegida como la tercera mejor adaptación del clásico literario, solamente superada por Tarzán y su compañera (1934) y Greystoke, la leyenda de Tarzán, el rey de los monos (1984). En otro reportaje publicado por el mismo portal electrónico en 2019, destacó la película como una de las mejores producciones animadas de 1999, y consideró que ese año «fue en que el mercado de la animación realmente se abrió a la competencia» al equiparar la cinta de Disney con otras como Toy Story 2, South Park: Bigger, Longer & Uncut y El gigante de hierro.

### Controversias
Algunas controversias han surgido en torno al argumento de Tarzán. Por ejemplo, algunos críticos han tachado el filme de «racista», debido a que no aparece ni una sola persona negra, pese a que el filme está ambientado en África, y que se centra fundamentalmente en una historia «digna de vergüenza» entre el protagonista y los animales. De hecho, el exboxeador Muhammad Ali opinó en esa misma dirección. También otros han destacado el aire colonial que se desprende del argumento, ya que Tarzán, un señor británico, es el rey de la selva de un continente donde la gente blanca no es la predominante. Al respecto, Disney comentó: «Los codirectores Kevin Lima y Chris Buck han dicho que la ausencia de personajes de minorías en Tarzán era consecuencia del deseo de mantener la historia simple. La pareja quería concentrar[se] en la elección de Tarzán de ser animal o humano... con la necesidad de crear [a] Jane y caracterizar los animales los únicos tipos de personajes negros [a los] que se les podría hacer un hueco hubieran sido menores»; sin embargo, según activistas en contra de la invisibilización de las personas negras, la preferencia por los personajes blancos era «descarada».

## Adaptaciones y secuelas

### Cine y televisión
Entre 2002 y 2005 se estrenaron directamente para vídeo las secuelas Tarzán y Jane y Tarzán 2. La primera de ellas, cuyos roles protagonistas están interpretados por Michael T. Weiss y Olivia d'Abo, narra el momento de celebración del primer aniversario de la pareja en la selva; no obstante, no tuvo críticas demasiado favorables. Asimismo, la trama de Tarzán 2 se basa en la decisión del protagonista de abandonar a su familia para seguir sus propios intereses y resultó nominada a un premio Annie en la categoría de mejor producción de entretenimiento en casa. A su vez, Disney también anunció que hay una adaptación en imágenes reales de Tarzán en fase de producción, de la misma forma que ya ha sucedido con otros filmes clásicos de la compañía como El libro de la selva (2016), Aladdín (2019), El rey león (2019) o Mulan (2020).
Por otra parte, Disney Television Animation produjo la serie televisiva The Legend of Tarzan que se transmitió originalmente en UPN entre 2001 y 2003, y cuya trama continúa los acontecimientos del filme original al relatar las vivencias Tarzán como el nuevo líder de los simios. Ninguno de los miembros del elenco de voces original puso la voz a algún personaje en la serie, aunque sí contó con la colaboración de Mark Mancina como compositor de la banda sonora en varios de los episodios.

### Videojuegos y adaptaciones al escenario
Asimismo algunas desarrolladoras de videojuegos como Disney Interactive Studios, Ubisoft y Activision han producido una variedad de títulos inspirados en los distintos elementos de Tarzán, entre los cuales se incluyen Disney's Tarzan Action Game (1999), para las plataformas PlayStation, PC, Game Boy Color y Nintendo 64; Tarzan: Untamed (2001) para Nintendo GameCube; y Disney's Tarzan: Return to the Jungle (2002) para Game Boy Advance. De forma similar, tanto el personaje homónimo como la casa del árbol han aparecido en otros videojuegos de la serie Kingdom Hearts.
En 2006 Disney Theatrical Productions realizó una adaptación homónima en formato de musical de Broadway a cargo del productor Bob Crowley y del coreógrafo Meryl Tankard. El elenco principal estuvo conformado por Daniel Manche y Matthew Morrison como Tarzán en sus etapas infantil y adulta, respectivamente; Adam Pascal como el narrador y Laura Bell Bundy como Jane. En 2017 el musical se presentó en Dinamarca, país en el que la cinta era el segundo mejor estreno de Disney hasta entonces con más de 672 000 entradas vendidas. Por otra parte, Disney Parks, Experiences and Products lanzó el musical Tarzan Rocks!, que se llevó a cabo entre 1999 y 2006 en Disney's Animal Kingdom, a la par que construyó algunas atracciones alusivas al filme en sus parques Disneyland y Hong Kong Disneyland.

## Formato doméstico
La película tuvo su lanzamiento en formato VHS y DVD el 1 de febrero de 2000; esta última edición contenía un video musical de «Strangers Like Me», un documental sobre la producción de «Trashin' the Camp» con Collins y 'N Sync, así como un cuestionario interactivo. Un par de meses después salió a la venta una edición de dos discos que incorporó audiocomentarios de los cineastas e información sobre el desarrollo del largometraje. En octubre de 2005 se distribuyó una edición especial en DVD, mientras que el lanzamiento en Blu-ray ocurrió a principios de 2012, seguida de un compilatorio tanto en DVD y Blu-ray, como en formato digital en 2014.